# 不渡り
不渡り（ふわたり）とは、手形や小切手において支払期日を過ぎても債務者から債権者へ額面金額が引き渡されず決済できないことを言う。

## 不渡りの種類
不渡りは、主に次のような種類があり、通常、不渡りといえば「1号不渡り」のことを言う。これは、0号不渡りが振出人の信用に起因するものではない事、2号不渡りに関しては資金不足の問題ではない事や、1号不渡りとは違い異議申し立てが出来る事から別個のものと扱われるためである。
なお、「1号」「2号」は銀行等が作成する不渡届の種別のことであり、「0号」は不渡届を作成しないことからこの呼び名がある。
- 0号不渡り

形式不備・呈示期間経過後・期日未到来など、振出人（又は引受人）の信用に関係のないもの
- 1号不渡り

取引なし・支払資金の不足など、振出人（又は引受人）の信用に関係するもの
- 2号不渡り

契約不履行・偽造・詐取・盗難・紛失など。
不渡りとなった場合、手形の場合は「この手形本日呈示されましたが、（預金残高不足など不渡事由を記入）のため支払い致しかねます。何年何月何日 株式会社xx銀行 yy支店」と書かれた不渡付箋が貼られ、小切手の場合はほぼ同内容が記載された不渡宣言のゴム印が押されていた。2022年11月に全国の手形交換所が廃止され、全国銀行協会が設置する電子交換所でのイメージデータによる交換に改められたのに伴い、小切手も不渡付箋が貼られる形となり、名義も呈示された金融機関から電子交換所に変更されている。

## 不渡りに対する処分

### 処分
- 1号不渡りを出すと、手形交換所規則に基づく「不渡り処分」を受け、加盟金融機関（実質的に全金融機関）に通知される[2]。
- 6か月以内に2度の1号不渡りを出すと「銀行取引停止」の処分を受け、金融機関との当座預金取引・貸出取引（融資を受けること）が2年間できなくなる[2]。さらに、上場企業の場合、証券取引所が定める上場廃止事項に抵触し、整理銘柄としての指定を経て上場廃止の決定が下されることになる。
  - このような処分により上場廃止となった企業の例として、シルバー精工[3]がある。
- また、銀行と事業者との間で融資取引に際して締結される銀行取引約定書には、ほぼ例外なく「銀行取引停止処分による期限の利益の喪失」という条項が含まれている。そのため、銀行取引停止処分を受けた場合、銀行に対する全ての債務を直ちに一括弁済しなければならなくなる。

### 事実上の倒産
通常、取引の決済は金融機関の当座取引によって行われ、また金融機関からの融資を受けることもある。
したがって2度の不渡りで「銀行取引停止」の処分を受けることは、決済の停止、資金繰りの悪化、ひいては信用の低下につながり実際に事業ができなくなることが多いことから、会社自体は存続できたとしても事実上の倒産といわれることになる。
また、そもそも1度目の不渡りを出した時点で、手形交換所を経由して「不渡報告」の形で加盟銀行に通知される。故に実質的には信用面の低下により「一切融資を受けられなくなる」ことに等しくなり、2度目の不渡りを待つまでもなく事業継続は極めて困難となる。
東京商工リサーチによれば、2021年現在における銀行取引停止による倒産の割合は、倒産関連法が改変・整備された事に伴い、2.7%と1981年と比べて大幅に減少している。

## 手形の遡求
手形が不渡りになった時には、手形を振り出した者または自分より前の裏書人に遡求して支払を求めることができる。ただし裏書人に対する請求は、手形が呈示期間内（支払期日+2銀行営業日）に銀行へ呈示されていた場合に限る。